# Nathan Jacobson
Nathan Jacobson   (Varsòvia, 8 de setembre de 1910 - Hamden, 5 de desembre de 1999), conegut simplement com Jake pels seus amics i col·legues, va ser un matemàtic estatunidenc.
Jacobson va néixer a Varsòvia, però la família va emigrar als Estats Units durant la Primera Guerra Mundial i va rebre la major part de la seva escolarització a Birmingham (Alabama). Es va graduar a la universitat d'Alabama el 1930 i va obtenir el doctorat a la universitat de Princeton el 1934, amb una tesi dirigida per Joseph Wedderburn. El 1935 va ser professor del Bryn Mawr College, en substitució de la difunta Emmy Noether, i el curs següent ho va ser de la universitat de Chicago. El 1937 va acceptar una plaça docent a la universitat de Carolina del Nord a Chapel Hill, en la qual va ser instructor de vol durant la Segona Guerra Mundial, però el 1943, quan d'administració de guerra va decidir prescindir del personal civil com instructors, va marxar a la universitat Johns Hopkins. Finalment, el 1947, va ser professor de la universitat Yale en la qual va romandre fins a la seva jubilació el 1981.
El camp de recerca de Jacobson va ser l'àlgebra en el qual va fer aportacions importants en les àrees dels anells, de les àlgebres de Lie i de les àlgebres de Jordan. Va publicar una quinzena de monografies i un centenar d'articles i treballs.